# Wiesław Gierłowski
Wiesław Stefan Gierłowski (ur. 16 kwietnia 1925 w Lidzie, zm. 21 marca 2016 w Gdańsku) – polski bursztynnik i konserwator zabytków, popularyzator bursztynnictwa.

## Życiorys
Urodził się w rodzinie Michała Cypriana (1897–1948) i Marii z domu Hajdul (1906–1980). Brat Zygmunta (1929–1992). Uczęszczał do Szkoły Powszechnej nr 1 i Szkoły Powszechnej nr 5 w Lidzie, następnie do grudnia 1939 r. do Gimnazjum Państwowego im. Hetmana Karola Chodkiewicza. Od drugiej klasy szkoły powszechnej należał do Związku Harcerstwa Polskiego.
Podczas okupacji niemieckiej pracował na roli w Jodkiszkach. Od lutego 1943 r. służył w Armii Krajowej (ps. „Grom”) w obwodzie Lida i w NIE (od sierpnia 1944 r.), brał udział w walkach, m.in. w operacji „Ostra Brama”. 17 października 1944 r. został aresztowany przez NKGB i osadzony w obozie przejściowym w Lidzie, skąd po 3 dniach zbiegł. 
Po przyjeździe wiosną 1945 r. z Lidy na Pomorze (osiadł z rodzicami w Szczecinku). Po śmierci ojca, z matką i bratem przeniósł się do Szczecina, gdzie podjął studia w Akademii Handlowej. Po ukończeniu studiów pracował w banku oraz jako księgowy w przedsiębiorstwach państwowych. Od 1957 r. był dyrektorem regionalnym na północną Polskę Centrali Przemysłu Ludowego i Artystycznego, następnie dyrektorem sopockiego Zrzeszenia Wytwórców „Art-Region”, a później gdańskich Zakładów Artystycznych Artystów-Plastyków „Art”. W 1974 r. został absolwentem historii sztuki na poznańskim Uniwersytecie im. Adama Mickiewicza. W roku 1975 przeprowadził się do Zalesia, gdzie założył pracownię konserwacji zabytków oraz artystycznego bursztynnictwa, którą prowadził do roku 2005. Współtwórca i od 1996 r. pierwszy prezes Zarządu Głównego Stowarzyszenie Bursztynników w Polsce.
Jest autorem według różnych źródeł od kilkuset do ponad 1000 publikacji popularyzatorskich, publicystycznych i naukowych.
Dwukrotnie żonaty, od 1973 r. był w związku małżeńskim z Gabrielą z domu Budnik, która również jest bursztynnikiem. Ojciec Krzysztofa (ur. 1976).
Zmarł w Gdańsku, pochowany w Kwaterze Akowskiej na cmentarzu Łostowickim (kwatera 103-15-18).

## Wybrane publikacje
- Gierłowski W., 1999: Bursztyn i gdańscy bursztynnicy. Wyd. Marpress, Gdańsk.

## Ordery i odznaczenia
- Krzyż z Mieczami Orderu Krzyża Niepodległości (2015)
- Krzyż Walecznych (dwukrotnie: 9 lipca 1944, 1967 Londyn)
- Medal Wojska (Londyn 1948)
- Krzyż Partyzancki (1968)
- Krzyż Armii Krajowej (1986)
- Medal św. Wojciecha (2006)[9]
- Odznaka „Zasłużony Działacz Kultury”
- Odznaka „W uznaniu wybitnych zasług dla Miasta Gdańska” (2006)
- Odznaka „Zasłużony dla Odbudowy Gdańska”

Źródło:

## Nagrody i wyróżnienia
- Bursztynnik Stulecia 2001 r. (razem z prof. Kosmowską-Ceranowicz)[10]
- Nagroda Prezydenta Miasta Gdańska w Dziedzinie Kultury za liczne publikacje naukowe, za zaangażowanie w tworzenie Muzeum Bursztynu, za promocję bursztynu i Gdańska jako jego Stolicy oraz z okazji jubileuszu 90. urodzin (2015)[11]